# IC 1804/1
IC 1804/1 је елиптична галаксија у сазвијежђу Ован која се налази на листи објеката дубоког неба у Индекс каталогу.
Деклинација објекта је + 23° 5' 50" а ректасцензија 2h 29m 54,4s. Привидна величина (магнитуда) објекта IC 1804 износи 13,9 а фотографска магнитуда 14,9. IC 18041 је још познат и под ознакама MCG 4-6-60, CGCG 783-68, NPM1G +22.101, PGC 9512.